# Deutsche Dichterinnen vom 16. Jahrhundert bis zur Gegenwart
Deutsche Dichterinnen vom 16. Jahrhundert bis zur Gegenwart. Gedichte und Lebensläufe ist die erste umfassende Anthologie deutschsprachiger Lyrikerinnen. Sie wurde erstmals 1978 von der deutschen, 2019 in USA verstorbenen Literaturwissenschaftlerin Gisela Brinker-Gabler veröffentlicht und 2007 von ihr in fünfter Auflage erweitert.

## Zum Inhalt
Gisela Brinker-Gablers Buch Deutsche Dichterinnen vom 16. Jahrhundert bis zur Gegenwart. Gedichte und Lebensläufe erschien erstmals 1978. Das Buch war „Ergebnis neuer Quellenforschung“ und die Auswahl der Texte entstand in einer Zeit, als noch kaum Vorarbeiten oder Auswahlkategorien dafür vorlagen.  
Brinker-Gabler bezeichnete ihre Auswahl der Lyrikbeispiele, die sie „zu Gunsten des Unbekannten“ vornahm, als „subjektiv und parteilich“ und begründete beide Kriterien in der Vorbemerkung. Dabei ließ sie kritisch einfließen, dass die traditionelle „Literaturgeschichte -kritik und -wissenschaft“ in einer männlich dominierten Gesellschaft nicht geschlechtsneutral sein könne. Ihre Auswahl erschließe daher „eine [bisher unbekannte] Tradition weiblicher Lyrik“, „an der die Entfaltung weiblichen Selbstbewusstseins ablesbar“ sei. Im Unterschied zum historischen Literaturkanon unterliegt die von Brinker-Gabler vorgelegte Auswahl weiblicher Lyrik nicht den subjektiv-männlichen Kriterien. Die fünf Wiederauflagen bis zum Jahr 2007 sprechen für diesen Weg.

„Es ist das Verdienst heutiger Schriftstellerinnen, alte Dichterinnen dem Vergessen entrissen zu haben, indem sie bei Verlagen unbeirrbar und zäh eine Neuauflage ihrer Werke erkämpften und einfühlsam, mit schwesterlichem Blick ihr Bild vor dem zeitgeschichtlichen Hintergrund erstehen ließen.“

Die veröffentlichten Beispiele umfassen alle Lebensbereiche von Frauen. So sind Texte wie Über mein unaufhörliches Unglück der Barockdichterin Catharina Regina von Greiffenberg (1633–1693) oder aus der Zeit politischer Unruhen Berlin am Abend des 12. November 1848 von Louise Aston (1814–1871) genauso vertreten, wie Sankt Peter und der Blaustrumpf von Marie von Ebner-Eschenbach (1830–1916) oder Clara Müller-Jahnkes (1860–1905) Fabrikausgang aus der Zeit der Arbeiterbewegung, Die Katze von Marie Luise Kaschnitz (1901–1974) und die Ballade von der Kastrierten Puppe von Helga Novak (1935–2013).

### Inhaltsübersicht
Das Inhaltsverzeichnis (der Fassung von 1978/1986) weist in chronologischer Folge auf sechzig Dichterinnen samt ihren Lebensberichten und den Titeln ihrer abgedruckten Gedichte, angefangen bei Elisabeth von Brandenburg (1510–1558) über beispielsweise Margaretha Susanna von Kuntsch (1651–1717), Mariana von Ziegler (1695–1760), Sidonia Zäunemann (1714–1740), Anna Louisa Karsch (1722–1791), Johanna Charlotte Unzer (1725–1782), Sophie Albrecht (1756–1840), Sophie Mereau (1770–1806), Karoline von Günderode (1780–1806), Annette von Droste-Hülshoff (1797–1848), Kathinka Zitz-Halein (1801–1877), Luise von Plönnies (1803–1872), Isolde Kurz (1853–1944), Emma Döltz (1866–1950) und Nelly Sachs (1891–1970) bis zu Sarah Kirsch (1935–2013).
Über fünfzig Seiten Vorbemerkung und Einleitung geben Rechenschaft über Brinker-Gablers Forschungen und Vorgehensweise.

## Rezeption
- Das Buch erschien 1978 in der Reihe Die Frau in der Gesellschaft im Fischer Taschenbuch Verlag.
- Die 2. „nur ein wenig veränderte“ Auflage erschien dann 1986.
- Die neueste (fünfte) substanziell erweiterte Ausgabe von 2007 mit dem leicht veränderten Titel Deutsche Dichterinnen vom 16. Jahrhundert bis heute wirbt mit informativem Text im Internet.[7]

## Buchtitel
- Gisela Brinker-Gabler: Deutsche Dichterinnen vom 16. Jahrhundert bis zur Gegenwart. Gedichte und Lebensläufe. (Die Frau in der Gesellschaft) Fischer TBV Frankfurt a. M. 1986 (1978), ISBN 3-596-23701-7. Online als PDF verfügbar in Sophie. A Digital Library of Works by German-speaking Women.